# Rádos
Rádos (románul Roadeș, németül Radeln) falu Romániában, Erdélyben, Brassó megyében.

## Fekvése
Segesvártól 40 km-re délkeletre fekszik. Közigazgatásilag Szászbuda községhez tartozik, a községközponttól 5 km-re északkeletre van.

## Története
Oklevélben legelőször 1356-ban említik, mikor Geubel fia Jakobus geréb panaszt tesz az erdélyi vajdánál a rádosi és öt más falubeli szászok viselkedése miatt, akik betörtek héjjasfalvi birtokára. 1469-ben a segesvári tanács arra kéri a nagyszebeni tanácsot, hogy Rádost és Mesét mentesítse az adók alól, mivel tűzvészek pusztították. 1476-ban a rádosiak eladtak egy rétet a homoródbeneieknek, amelyből évszázadokig tartó határvita alakul ki.
Nagytemploma a 14. századra datálható és a 15. század végén kezdték meg erődítését. 1500 körül Rádos Segesvárszékhez tartozott, 58 gazdával, egy tanítóval és három pásztorral. 1532-ben már 72 háztartás volt. A 17. század elején a közeli, pestis által megtizedelt Zoltánból a túlélők Rádosra költöztek. 1663-ban Apafi és török zsoldosai megszállták a falut. 1671-ben 100 gazda, 12 szegény és 20 özvegyasszony élt Rádoson. 1801-ben és 1856-ban tűzvészek pusztították.
1910-ben 715, többségben német lakosa volt, jelentős román és cigány kisebbséggel. 1876-tól a trianoni békeszerződésig Nagy-Küküllő vármegye Kőhalmi járásához tartozott.
2016. február 14-én az erődtemplom tornyának egy része leomlott.

## Leírása
Fő látnivalója a 15. századi gótikus rádosi erődtemplom, melyet zömök négyszögletes tornyokkal ellátott kerítőfal határol. A 16. század óta nem végeztek nagyobb felújítási vagy módosítási munkálatokat rajta, ezért kulturális értéke jelentős. A templom berendezésének legértékesebb darabja az 1533 körül készült szárnyas oltár volt, ezt a romosodó templomból 2002-ben Nagyszebenbe szállították.